# Tenagodus norai
Tenagodus norai is een slakkensoort uit de familie van de Siliquariidae. De wetenschappelijke naam van de soort is voor het eerst geldig gepubliceerd in 1998 door Bozzetti.